# اقامتگاه کمپینگ وایت‌هاوس (آلاسکا)
اقامتگاه کمپینگ وایت‌هاوس (به انگلیسی: Whitestone Logging Camp) شهری در ناحیه سرشماری هوناه-آنگون، آلاسکا ایالت آلاسکا است که جمعیت آن در سرشماری سال ۲۰۰۰ میلادی ۱۱۶ نفر بوده‌است.